# Lisbon, Illinois
Lisbon är en ort (village) i Kendall County i Illinois. Vid 2010 års folkräkning hade Lisbon 285 invånare.